# Chiến tranh Lê–Tây Sơn
Chiến tranh Lê–Tây Sơn là cuộc chiến của nhà Lê trung hưng chống lại cuộc xâm chiếm của phe Nguyễn Huệ thuộc nhà Tây Sơn. Cuộc chiến bắt đầu từ cuối năm 1787 khi Nguyễn Huệ sai Vũ Văn Nhậm đánh Đàng Ngoài, lấy cớ trừng phạt Nguyễn Hữu Chỉnh, và kết thúc vào đầu năm 1789 khi quân đội nhà Thanh do hoàng đế nhà Lê Chiêu Thống cầu viện bị đánh bại.
Cuộc chiến chấm dứt hoàn toàn nhà Hậu Lê, vốn đã tồn tại hơn 300 năm, đồng thời sáp nhập Đàng Ngoài vào phần Đàng Trong do Nguyễn Huệ kiểm soát.

## Bối cảnh
Năm 1786, vua Tây Sơn Nguyễn Nhạc sai em là Nguyễn Huệ đánh lấy lại Thuận Hóa, bị quân Trịnh chiếm năm 1775. Tướng cũ Đàng Ngoài là Nguyễn Hữu Chỉnh muốn viện quân Tây Sơn đánh chúa Trịnh để báo thù cho thầy là Hoàng Đình Bảo, bèn khuyên Nguyễn Huệ mượn cớ "phù Lê diệt Trịnh" mà đánh ra Đàng Ngoài. Chúa Trịnh Tông thua phải tự sát. Vua Lê Cảnh Hưng cũng già mà chết không lâu sau. Nguyễn Huệ muốn lập Lê Duy Cận làm vua, nhưng dưới áp lực của các quan, bèn phù Lê Duy Kì, tức vua Chiêu Thống.
Nguyễn Nhạc không có chủ ý đánh Đàng Ngoài, lại sợ Nguyễn Huệ ở ngoài xa có tham vọng, lập tức đi ra Đàng Ngoài gọi em về. Nguyễn Nhạc hứa với Chiêu Thống rằng hai nước sẽ mãi giữ hoà hiếu rồi rút quân, bỏ Nguyễn Hữu Chỉnh lại. Nguyễn Hữu Chỉnh đuổi theo, Tây Sơn cho ở lại Nghệ An.
Ở Đàng Ngoài, dưới áp lực của phe phù Trịnh, Chiêu Thống phải lập con Trịnh Giang là Trịnh Bồng lên làm chúa. Nguyễn Hữu Chỉnh từ Nghệ An dẫn quân ra Bắc đánh tan Trịnh Bồng, chấm dứt hoàn toàn chính quyền chúa Trịnh. Tây Sơn nhân đó mà chiếm Nghệ An.

## Mâu thuẫn Lê và Tây Sơn
Đầu năm 1787, chiến tranh nổ ra giữa Nguyễn Nhạc và Nguyễn Huệ. Trấn thủ Nghệ An của Tây Sơn là Nguyễn Văn Duệ theo phe Nguyễn Nhạc, muốn liên kết với Nguyễn Hữu Chỉnh đánh Nguyễn Huệ, nhưng Nguyễn Hữu Chỉnh không trả lời. Nguyễn Văn Duệ sợ việc bị lộ, bỏ trốn vào Quy Nhơn. Nguyễn Huệ sai tướng của mình là Vũ Văn Nhậm chiếm Nghệ An. Các tướng nhà Lê khuyên Nguyễn Hữu Chỉnh nên đánh lấy Nghệ An, nhưng Nguyễn Hữu Chỉnh phần vì chủ quan, phần vì vợ con vẫn đang ở trong tay Tây Sơn nên đề nghị hoà hoãn.
Anh em họ Nguyễn Tây Sơn giảng hoà trong năm. Nguyễn Huệ bắt đầu hướng sự chú ý của mình ra Đàng Ngoài. Nguyễn Huệ lệnh cho Nguyễn Hữu Chỉnh vào Phú Xuân chầu, nhưng Nguyễn Hữu Chỉnh mượn cớ rằng Đàng Ngoài chưa bình định, nên chưa thể vào.
Vua Lê sau đó lại sai Trần Công Xán vào đòi Tây Sơn trả lại đất Nghệ An, vốn là đất trọng yếu của nhà Lê, nhưng Nguyễn Huệ không chịu trả, lại giết sứ bộ, đồng thời tăng viện thêm cho Vũ Văn Nhậm chuẩn bị đánh Đàng Ngoài. Nguyễn Hữu Chỉnh biết vậy nhưng vẫn tỏ ra điềm nhiên như không có chuyện, xin vua Lê cho mở khoa thi.

## Diễn biến cuộc chiến

### Nguyễn Hữu Chỉnh bại trận
Cuối năm 1787, Nguyễn Huệ sai Vũ Văn Nhậm cùng Ngô Văn Sở đánh Đàng Ngoài, lấy cớ trừng phạt Nguyễn Hữu Chỉnh. Quân Tây Sơn nhanh chóng chiếm được Thanh Hoa. Nguyễn Hữu Chỉnh vẫn đang cố hoà hoãn, nhưng vì bị các quan thúc ép, bèn sai em rể Nguyễn Như Thái làm thống lĩnh đánh chặn quân Tây Sơn. Lại sai bạn đồng liêu của mình là Hoàng Viết Tuyển, đang trấn giữ Sơn Nam, vào đánh úp quân Tây Sơn từ phía sau, nhưng Hoàng Viết Tuyển không nghe lệnh. Nguyễn Như Thái đến Gián Khẩu thì bị quân Tây Sơn đánh bại.
Nghe tin Nguyễn Như Thái bị đánh bại, Nguyễn Hữu Chỉnh bèn tự mình thống lĩnh quân đội đánh Tây Sơn. Quân Nguyễn Hữu Chỉnh chặn được quân địch ở sông Thanh Quyết, nhưng ban đêm quân Tây Sơn bơi sang kéo hết thuyền chiến súng ống về. Nguyễn Hữu Chỉnh thấy vậy hạ lệnh rút quân, mời vua Lê đi Kinh Bắc đến chỗ Nguyễn Cảnh Thước. Quân Tây Sơn vào chiếm Thăng Long.
Quân nhà Lê đến Kinh Bắc thì nghe tin trấn thủ Nguyễn Cảnh Thước đã làm phản, đầu hàng quân Tây Sơn, bèn chạy đến Mục Sơn ở Yên Thế, nương nhờ thổ hào Dương Đình Tuấn. Chiêu Thống sai em Lê Duy Chi cùng thị thần Lê Quýnh đem hoàng thần quốc thích chạy lên Cao Bằng.
Quân Tây Sơn đuổi đến Mục Sơn. Nguyễn Hữu Chỉnh cầm quân chống giữ, bị thua trận, đem về Thăng Long chém đầu. Chiêu Thống cùng Dương Đình Tuấn trốn đi được.

### Hoàng Viết Tuyển khởi binh chống Tây Sơn
Trấn thủ Sơn Tây là Nguyễn Viết Khang nghe tin Thăng Long thất thủ, bèn đi thuyền đến Sơn Nam hội quân với Hoàng Viết Tuyển. Hoàng Viết Tuyển còn chần chừ không dám đánh Tây Sơn, nhưng bị Nguyễn Viết Khang cùng các tướng thúc dục, bèn kéo quân đến sông Luộc, đánh bại tướng Tây Sơn tên là Quỳnh ở phố Hiến. Vũ Văn Nhậm nghe tin, liền đem đại binh ở Thăng Long đến cứu viện, đắp thêm luỹ ở sông Nhị để phòng thủ. Quân Hoàng Viết Tuyển đánh mấy tháng không hạ được. Vũ Văn Nhậm lại sai tướng đi đường sông Vị Hoàng để đánh úp Hoàng Viết Tuyển. Hoàng Viết Tuyển nghe tin, lo sợ rút về Vị Hoàng.

### Chiêu Thống lưu lạc
Từ sau khi thua trận ở Mục Sơn, Chiêu Thống cùng Dương Đình Tuấn đóng quân ở sơn trại Bảo Lộc, giữ sông Nguyệt Đức. Vũ Văn Nhậm đem quân phá tan được, bắt em của Dương Đình Tuấn làm con tin, đòi Dương Đình Tuấn phải nộp Chiêu Thống. Chiêu Thống nghe được, sợ Dương Đình Tuấn phản, nên lẻn đi huyện Gia Định, rồi đi Chí Linh. Thổ hào ở địa phương như Trần Quang Châu ở Gia Định, Hoàng Xuân Tú ở Chí Linh nổi lên cần vương. Quân Tây Sơn đánh Gia Định, bị Trần Quang Châu đánh tan. Quân Tây Sơn lui về giữ Phao Sơn (một xã thuộc Chí Linh) cũng bị Hoàng Xuân Tú đánh bại. Chiêu Thống ở Chí Linh bị vây nguy ngặt, quân đội lại toàn là nông dân chưa qua đào tạo, bèn đi Vị Hoàng đến chỗ Hoàng Viết Tuyển, lập kế đánh chiếm Hải Dương.
Ngô Văn Sở ở Thăng Long tố cáo Nguyễn Huệ rằng Vũ Văn Nhậm có ý làm phản. Nguyễn Huệ lập tức ra Thăng Long giết Vũ Văn Nhậm, đặt Ngô Văn Sở lên thay. Ngô Văn Sở đem quân đánh Vị Hoàng, dùng cha Hoàng Viết Tuyển làm con tin. Hoàng Viết Tuyển không dám đánh lại. Chiêu Thống thấy vậy lui quân, Hoàng Viết Tuyển đi theo. Quân nhà Lê gặp gió bão, Hoàng Viết Tuyển trôi giạt Nghệ An, sau ra Thăng Long đầu hàng quân Tây Sơn, bị giết. Chiêu Thống giạt vào Thanh Hoa, đi đường bộ về Sơn Nam, rồi lại đi Kinh Bắc.
Nguyễn Huệ họp các quan bắt tôn mình lên làm vua, nhưng các quan không chịu. Nguyễn Huệ thấy vậy lập Lê Duy Cận làm giám quốc rồi lui về Nam.

### Viện binh nhà Thanh bị đánh bại

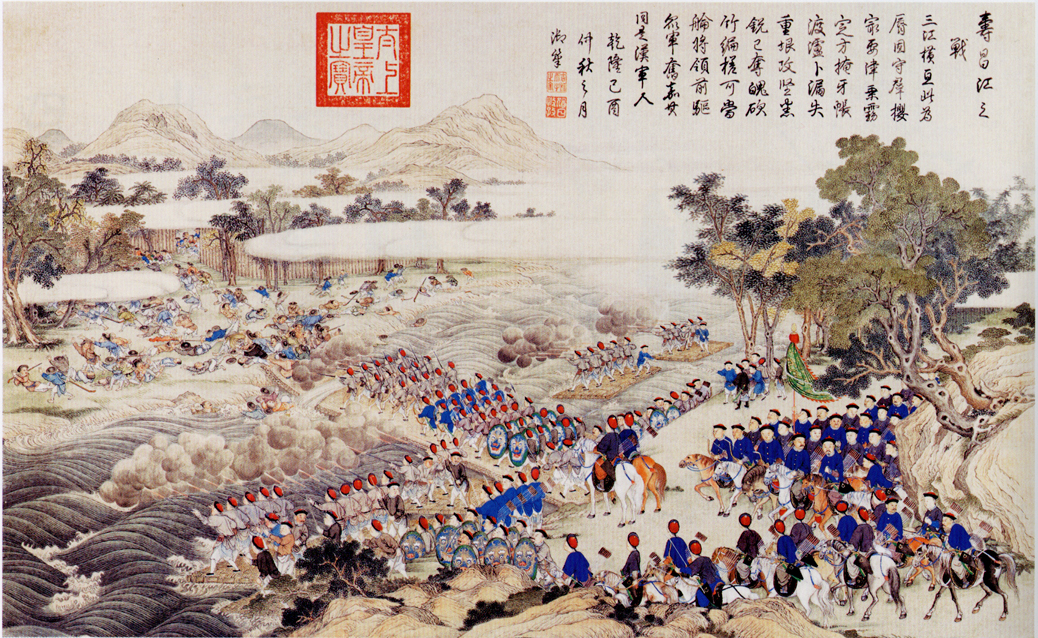
Thọ Xương Giang chi chiến đồ (壽昌江之戰), tranh vẽ của nhà Thanh miêu tả cảnh quân Thanh vượt sông Thọ Xương cuối năm 1788.

Tháng 7 âm lịch năm 1787, hoàng thái hậu nhà Lê chạy sang Đại Thanh xin quân cứu viện. Vua Thanh là Càn Long sai Tổng đốc Lưỡng Quảng Tôn Sĩ Nghị đánh Tây Sơn, lấy cớ phù Lê. Tháng 10 âm lịch, quân Thanh nhập quan. Ngô Văn Sở sai tướng đến Xương Giang đánh quân Thanh, nhưng bị quân Thanh đánh bại. Quân Tây Sơn lui về núi Tam Điệp, bỏ Thăng Long. Tháng 11 âm lịch, quân Thanh vào Thăng Long, Chiêu Thống cũng đến hội quân, được phong làm An Nam quốc vương, sai quân của mình chiếm lại những nơi Tây Sơn đã bỏ.
Quân Thanh đóng ở Thăng Long chủ quan khinh địch, chểnh mảng phòng thủ. Chiêu Thống cũng chỉ nghe theo kế người Thanh, các thủ lĩnh địa phương cùng các quan đến hội quân thì không nhận. Tôn Sĩ Nghị định qua tết, ngày mồng 6 sẽ đem quân đánh Tây Sơn.
Nguyễn Huệ ở Nam lên ngôi vua, đặt niên hiệu Quang Trung, rồi lập tức tiến quân ra Bắc. Khi ấy ngày Tết năm Kỷ Dậu (1789) quân Thanh không phòng bị, nên nhanh chóng bị đánh bại, phải chạy về nước. Chiêu Thống cũng chạy theo, nhà Lê vì thế mất. Tây Sơn chiếm được Đàng Ngoài.

## Hậu chiến
Sau khi Tây Sơn chiến thắng, chiếm được Đàng Ngoài, Quang Trung liền giảng hoà với quân Thanh, được vua Càn Long chấp thuận, phong Quang Trung làm An Nam quốc vương. Trong nước còn các thế lực phù Lê nổi lên định khôi phục nhà Lê, nhưng đều bị Tây Sơn đánh bại.
Chiêu Thống ở nước Thanh nhiều lần xin quân cứu viện nhưng không thành. Bị Phúc Khang An lừa cắt tóc cạo đầu như người Thanh rồi giam lỏng. Đến năm 1793 thì mất ở Bắc Kinh. Sau này Gia Long nhà Nguyễn đánh bại nhà Tây Sơn, thi hài Chiêu Thống được mang về nước, táng ở lăng Bàn Thạch.